# Johannes Zuberbühler

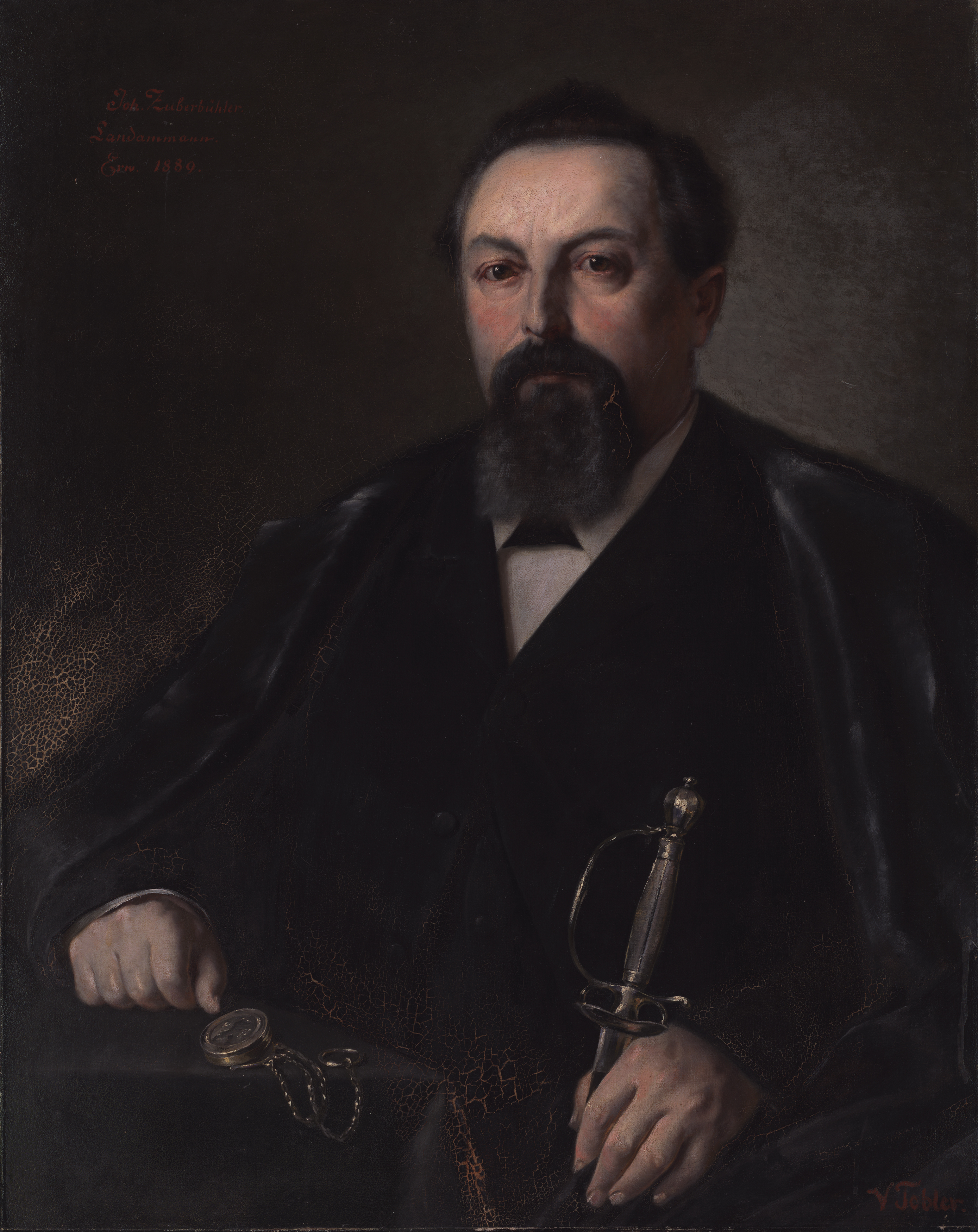
Johannes Zuberbühler

Johannes Zuberbühler (1837 - 1904) was een Zwitsers politicus.
Johannes Zuberbühler was afkomstig uit het kanton Appenzell Ausserrhoden. Hij was een partijloos politicus en lid van de Regeringsraad van Appenzell Ausserrhoden.
Johannes Zuberbühler was van 1889 tot 1892 en van 1895 tot 1898 Regierend Landammann  (dat wil zeggen regeringsleider) van Appenzell Ausserrhoden.